# Veit Engelhardt
Johann Georg Veit Engelhardt (* 12. November 1791 in Neustadt an der Aisch; † 13. September 1855 in Erlangen) war ein deutscher protestantischer Theologe und Kirchenhistoriker.

## Leben

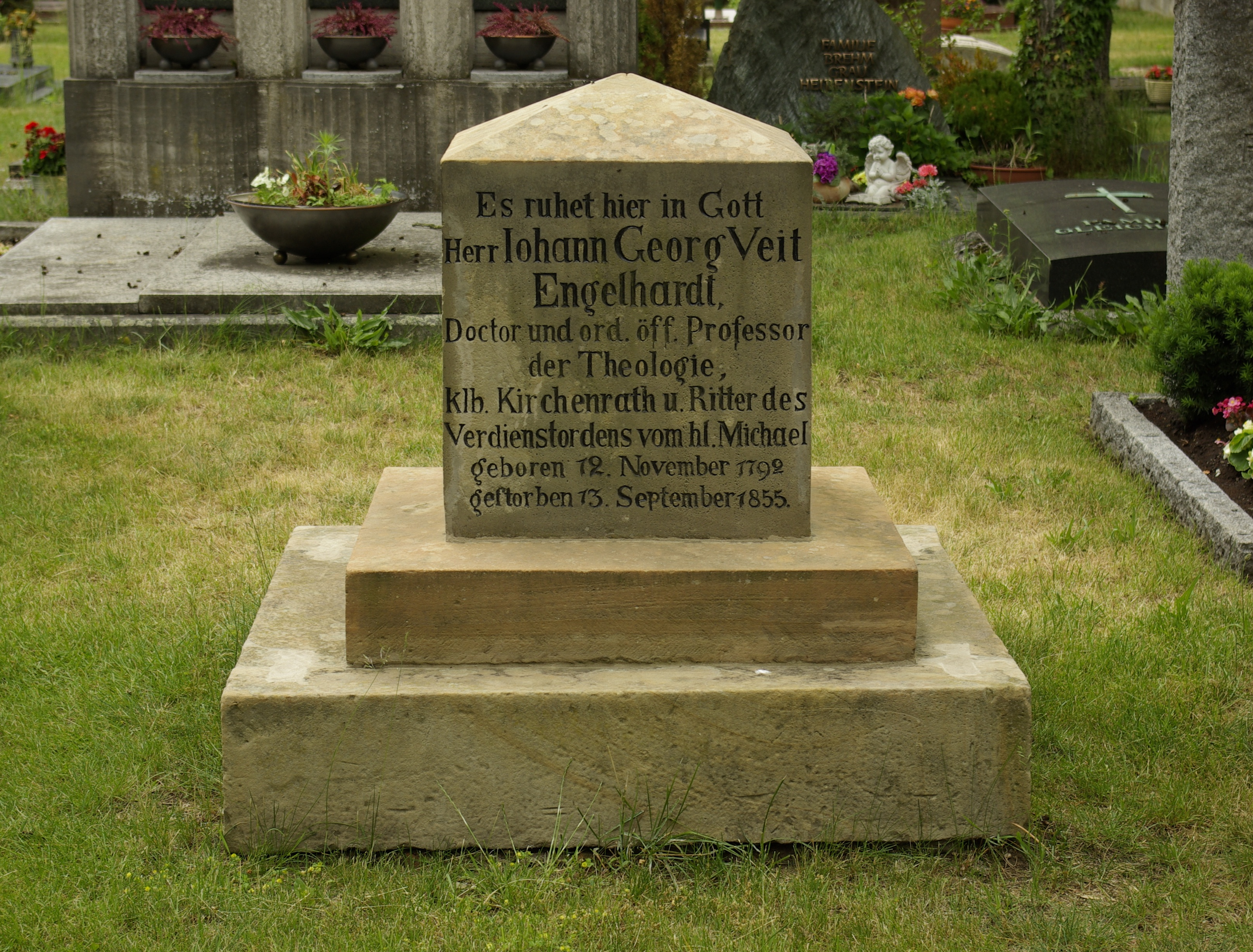
Grab von Veit Engelhardt auf dem Neustädter Friedhof in Erlangen

Engelhardt studierte Theologie an der Friedrich-Alexander-Universität Erlangen und war Mitglied des Corps Franconia II.
In Erlangen habilitierte er sich 1820, 1821 erhielt er eine Stelle als außerordentlicher Professor und 1823 als ordentlicher Professor für Theologie. 1843 wurde er zum Ehrenbürger der Stadt ernannt.

## Werke
- Handbuch der Kirchengeschichte (4 Bände, 1833–1834)
- Dogmengeschichte (2 Bände, 1839)

## Übersetzungen
- Erik Gustav Geijer: Schwedens Urgeschichte. Aus dem Schwedischen [von Johann Georg Veit Engelhardt]. Sulzbach, J. E. von Seidel 1826.